# Harry Potter et les Reliques de la Mort, partie 2 (jeu vidéo)
Harry Potter et les Reliques de la Mort, partie 2 (Harry Potter and the Deathly Hallows – Part 2) est un jeu vidéo de tir à la troisième personne développé par EA Bright Light et édité par Electronic Arts, sorti en 2011 sur Windows, Wii, PlayStation 3, Xbox 360 et Nintendo DS.
Le jeu continue de suivre Harry Potter, Ron Weasley et Hermione Granger dans leur quête pour vaincre Lord Voldemort en détruisant ses Horcruxes restants, des objets qui contiennent une partie de son âme. 
Les critiques ont critiqué le jeu négativement pour son gameplay, mais ont affirmé que le jeu était une amélioration par rapport à son épisode précédent.

## Système de jeu
Le gameplay de Harry Potter et les Reliques de la Mort, partie 2, diffère de la partie 1, afin de répondre aux plaintes faites avec le jeu précédent. Le jeu progresse linéairement, à travers des cinématiques, mais n'inclut pas de missions secondaires comme le jeu précédent. Les combats  implique des pressions de boutons qui lancent le lancement de sorts en tant qu'attaque. Trois boutons de la manette, généralement avec un symbole ou une lettre, sur le contrôleur ont deux sorts chacun, et en appuyant deux fois sur un bouton, le joueur peut accéder au deuxième sort du bouton  Pour la version PC, le joueur appuie sur l'un des six boutons pour sélectionner un sort. Une nouvelle fonctionnalité est la capacité de "transplanter", qui permet au joueur de se téléporter dans et hors des batailles, comme forme de défense. Cependant, seul Harry a cette capacité. Le joueur est capable de contrôler plusieurs personnages à partir d'une troisième caméra sur l'épaule, y compris Harry Potter, Ron Weasley, Hermione Granger, Neville Londubat, Minerva McGonagall, Seamus Finnigan, Ginny Weasley et Molly Weasley. 

## Accueil
- Jeuxvideo.com : 10/20[1] - 8/20 (DS)[2]